# Symphonies of Sickness
Symphonies of Sickness (рус. Симфонии болезни) — второй студийный альбом британской дэт-метал-группы Carcass, вышедший в 1989 году на лейбле Earache Records.

## Об альбоме
Диск является первым и эталонным образцом жанра «дэтграйнд» — на этом альбоме группа немного отошла от примитивного грайндкора, но и полностью не приблизилась к дэт-металу. Тексты песен касаются тематики, представленной на дебютном альбоме, но в ещё более изощрённом виде. Продолжительность песен на порядок возросла (по длительности, примерно как в дэт-метале), а Кен Оуэн изменил стиль игры на ударных, начав использовать двойной бас-барабан.

## Список композиций
| №   | Название                                     | Длительность |
| --- | -------------------------------------------- | ------------ |
| 1.  | «Reek of Putrefaction»                       | 4:11         |
| 2.  | «Exhume to Consume»                          | 3:51         |
| 3.  | «Excoriating Abdominal Emanation»            | 4:32         |
| 4.  | «Ruptured in Purulence»                      | 4:11         |
| 5.  | «Empathological Necroticism»                 | 5:46         |
| 6.  | «Embryonic Necropsy and Devourment»          | 5:14         |
| 7.  | «Swarming Vulgar Mass of Infected Virulency» | 3:11         |
| 8.  | «Cadaveric Incubator of Endoparasites»       | 3:24         |
| 9.  | «Slash Dementia»                             | 3:23         |
| 10. | «Crepitating Bowel Erosion»                  | 5:30         |

## Чарты
| Чарт (1989)    | Позиция |
| -------------- | ------- |
| UK Indie Chart | 16      |

## Участники записи
- Кен Оуэн — вокал, ударные
- Джефф Уокер — вокал, бас-гитара
- Билл Стир — вокал, гитара